# Digitalis laevigata
Digitalis laevigata is een kruidachtige plant uit de weegbreefamilie. De soort is endemisch op de Balkan. 

## Naamgeving en etymologie
- Engels: Grecian Foxglove
- Duits: Glatter Fingerhut

De botanische naam Digitalis is afkomstig van het Latijnse digitus (vinger). De soortaanduiding laevigata is afkomstig van het Latijnse laevigatus (glad), naar de gladde, onbehaarde bladeren.

## Kenmerken
D. laevigata is een tweejarige plant met tot 1 m hoge bloemstengels, sterk gelijkend op het meer algemene wollig vingerhoedskruid (D. lanata), doch de stengel en bladeren zijn onbehaard.
De bloeiwijze is een dichtbloemige tros met talrijke bloemen op de top van de bloemstengel. De bloemen zijn klok- tot buisvormig, okerkleurig met donkere nettekening, met een lange en brede bleke bloemlip, enkel op de binnenzijde met lange, witte haren bezet. De vrucht is een doosvrucht.
De plant is zeer giftig. 
D. laevigata bloeit van mei tot juli.

## Habitat en verspreiding
D. laevigata komt vooral voor op droge, kalkrijke bodems op zonnige tot halfbeschaduwde plaatsen, zoals op hellingen en open plaatsen in het bos.
De plant is endemisch in het westen en midden van de Balkan, voornamelijk in Slovenië, Kroatië, Bosnië en Herzegovina, Albanië, Bulgarije en Griekenland.
... · D. canariensis · D. ciliata · D. davisiana · D. dubia · D. ferruginea · D. grandiflora (Grootbloemig vingerhoedskruid) · D. laevigata · D. lanata (Wollig vingerhoedskruid) · D. lutea (Geel vingerhoedskruid) · D. mariana · D. obscura · D. parviflora · D. purpurea (Gewoon vingerhoedskruid) · D. thapsi · D. viridiflora · ...